# London City Airport (DLR)
London City Airport (en anglais : London City Airport DLR Station), est une station de la ligne de métro léger automatique Docklands Light Railway (DLR), en zone 3 Travelcard. Elle  est située sur la Hartmann Road, à proximité de l'entrée de l'Aéroport de Londres-City, à Silvertown dans le borough londonien de Newham sur le territoire du Grand Londres.
Elle dessert principalement l'Aéroport de Londres-City.

## Situation sur le réseau

Plan de la ligne du métro léger DLR.

Située en aérien, la station London City Airport dispose d'une plateforme de passage, de la branche est (Canning Town - Woolwich Arsenal) de la ligne de métro léger Docklands Light Railway, elle est établie entre la station Pontoon Dock (DLR), en direction de la station terminus Stratford International (DLR), et la station King George V (DLR), en direction du terminus Woolwich Arsenal (DLR),. Elle est en zone 3 Travelcard.
La plateforme dispose d'un quai central encadré par les deux voies, numérotées 1 et 2, de la ligne.

## Histoire
La station London City Airport, est officiellement mise en service, par le ministre des transports Ken Livingstone et la maire de Londres Karen Buck, le 6 décembre 2005 lors de l'ouverture de la prolongation de Canning Town (DLR) au nouveau terminus provisoire King George V (DLR) en passant par deux autres nouvelles stations : West Silvertown (DLR) et Pontoon Dock (DLR).
En 2016, la fréquentation de la station est de 4,526 millions d'utilisateurs.

## Services aux voyageurs

### Accès et accueil
La station dispose de deux accès, l'un dans par le niveau inférieur, accessible aux personnes à la mobilité réduite, et l'autre par le hall de l'aéroport. Contrairement aux autres stations DLR, le quai central dispose d'une salle d'attente pour les voyageurs.

Situation et entrées
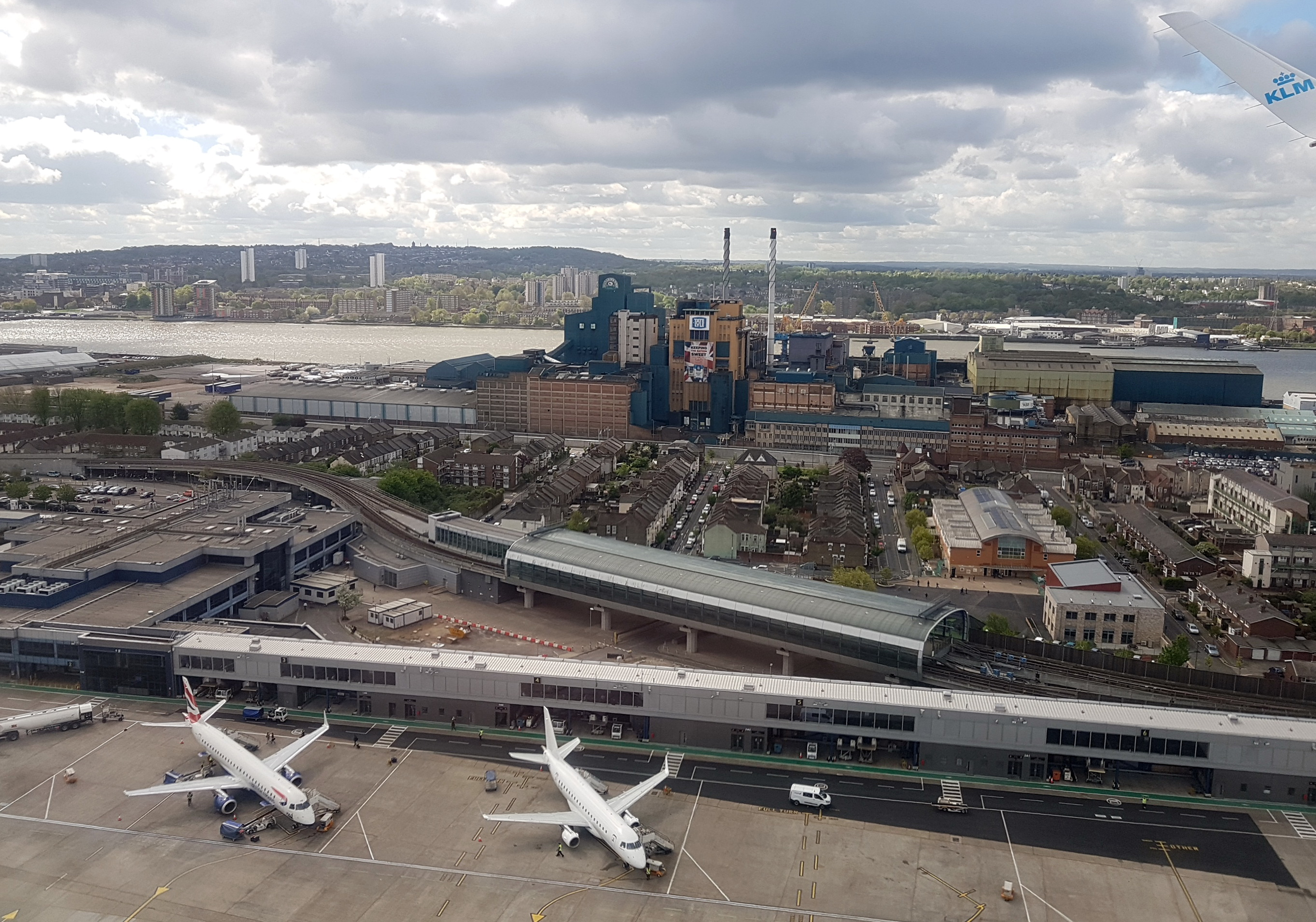
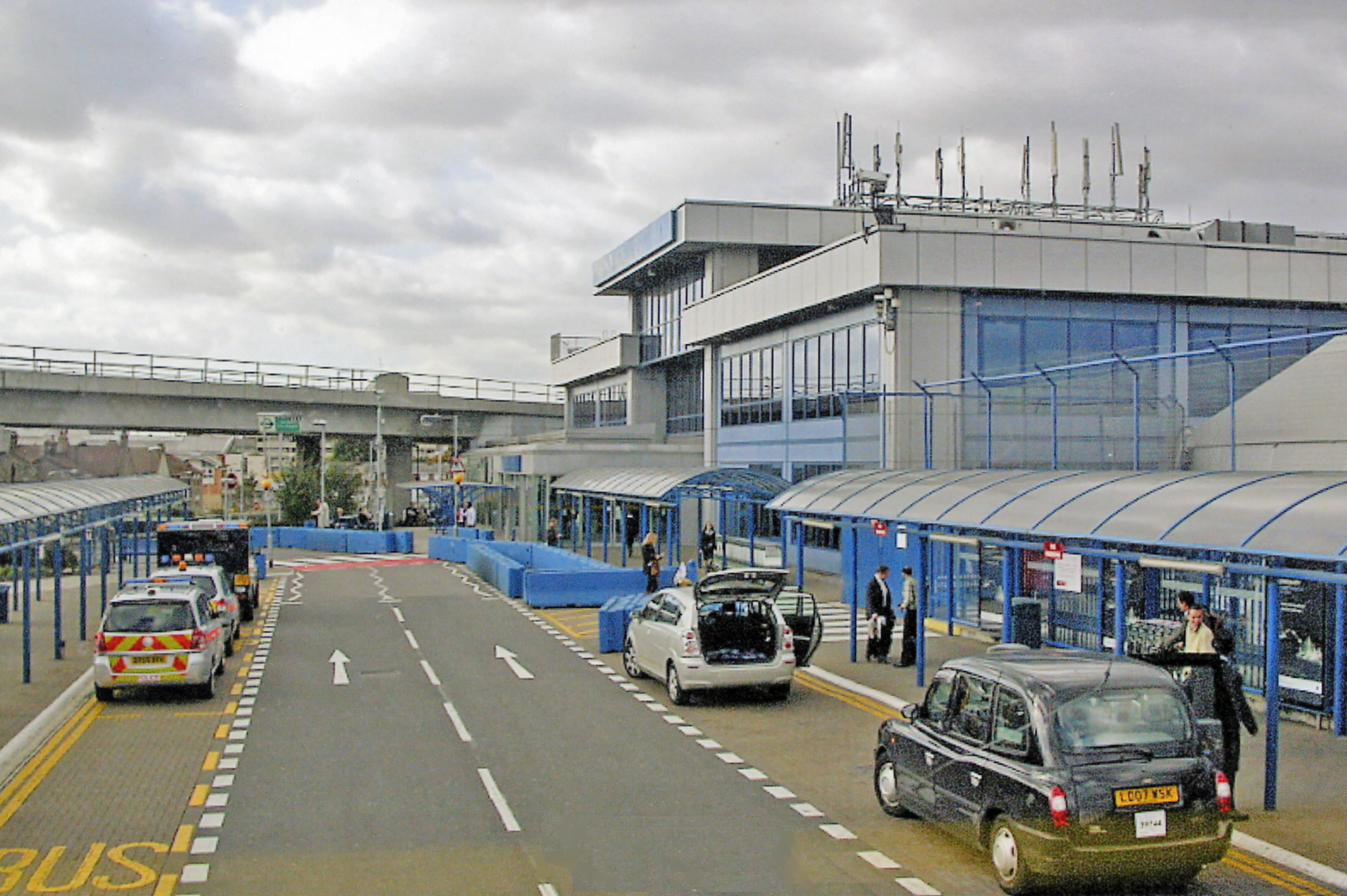
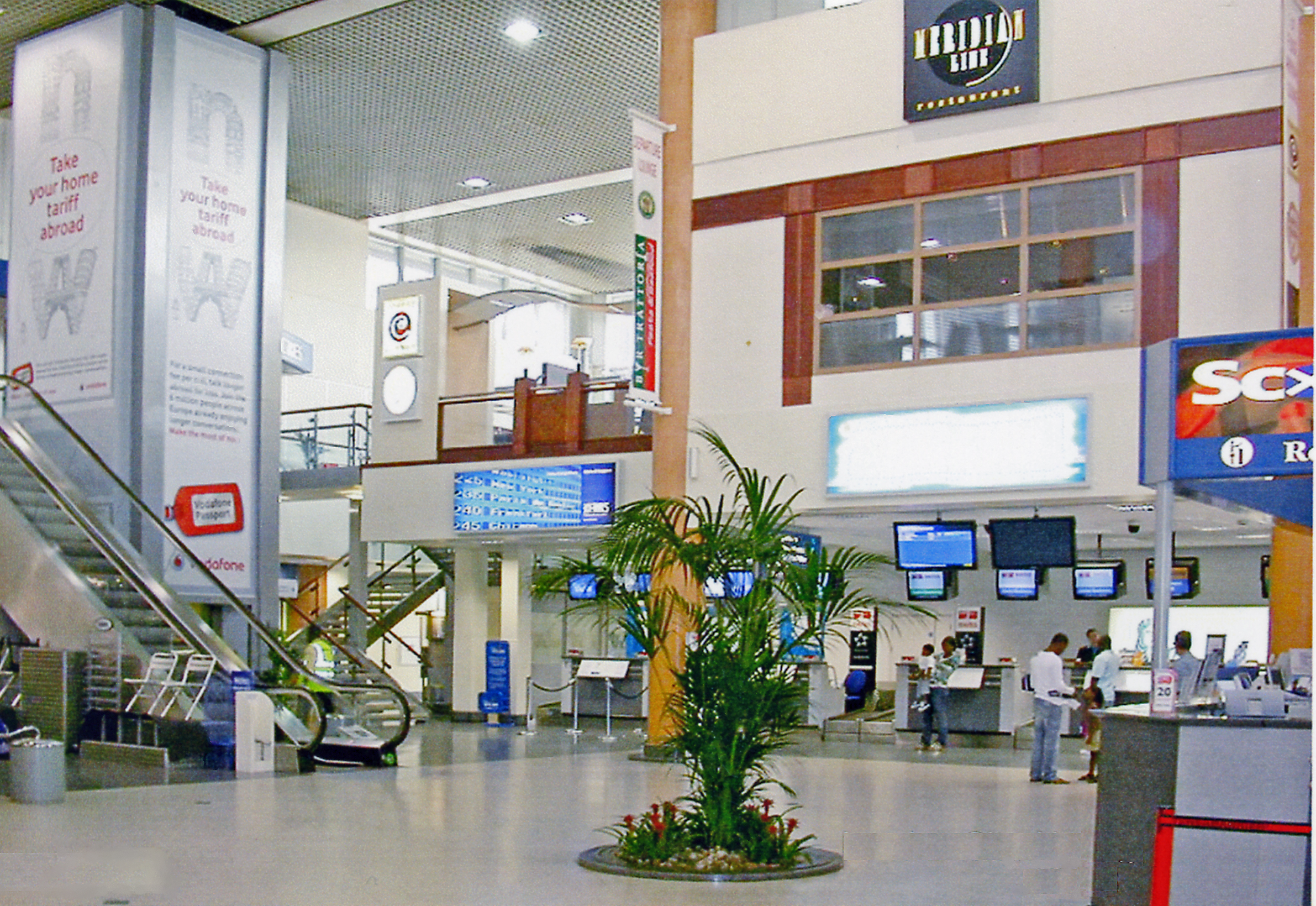

### Desserte
La station London City Airport DLR est desservie par les rames des relations : Stratford International - Woolwich Arsenal et Bank - Woolwich Arsenal,.

Installations et desserte
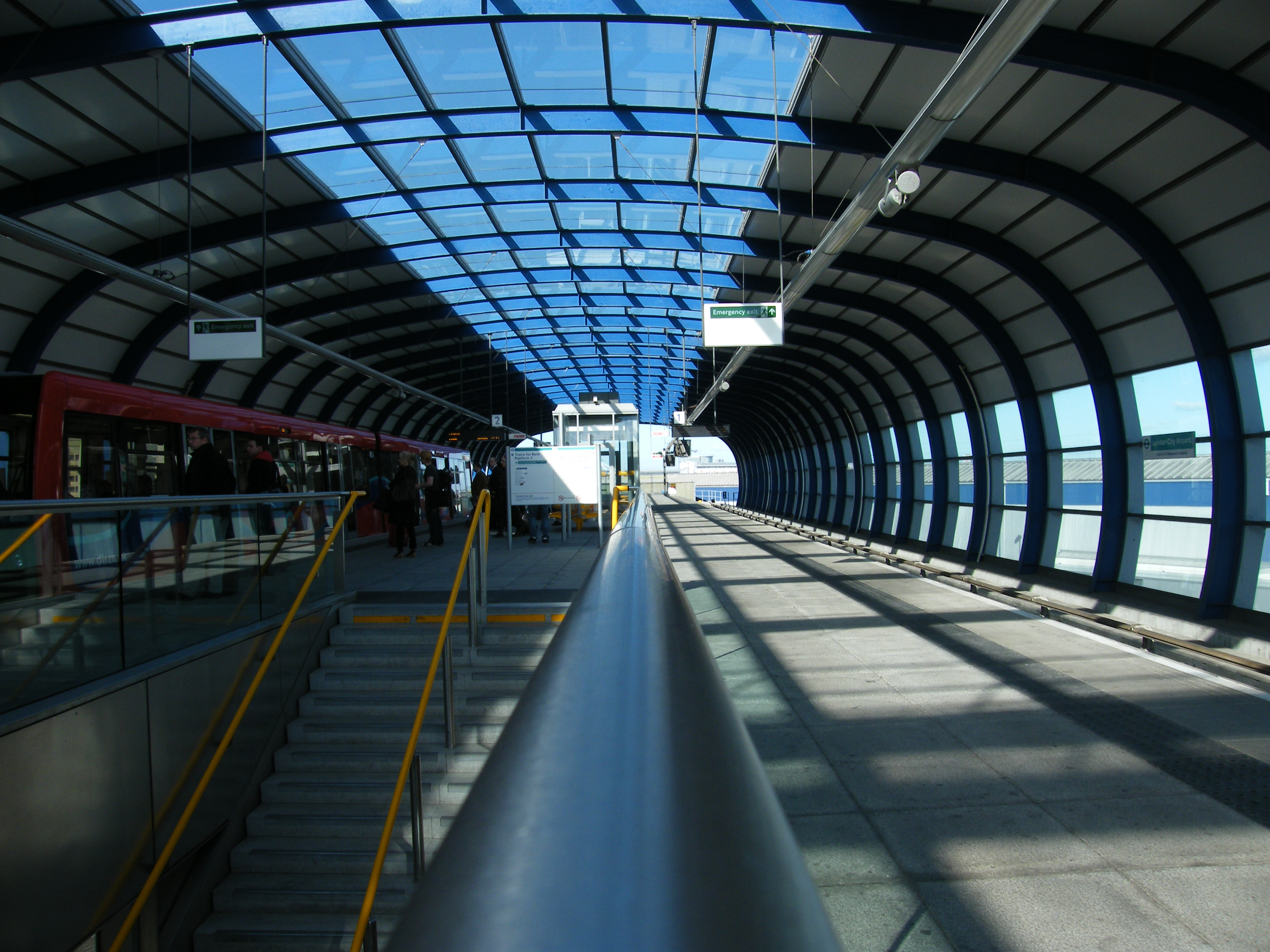
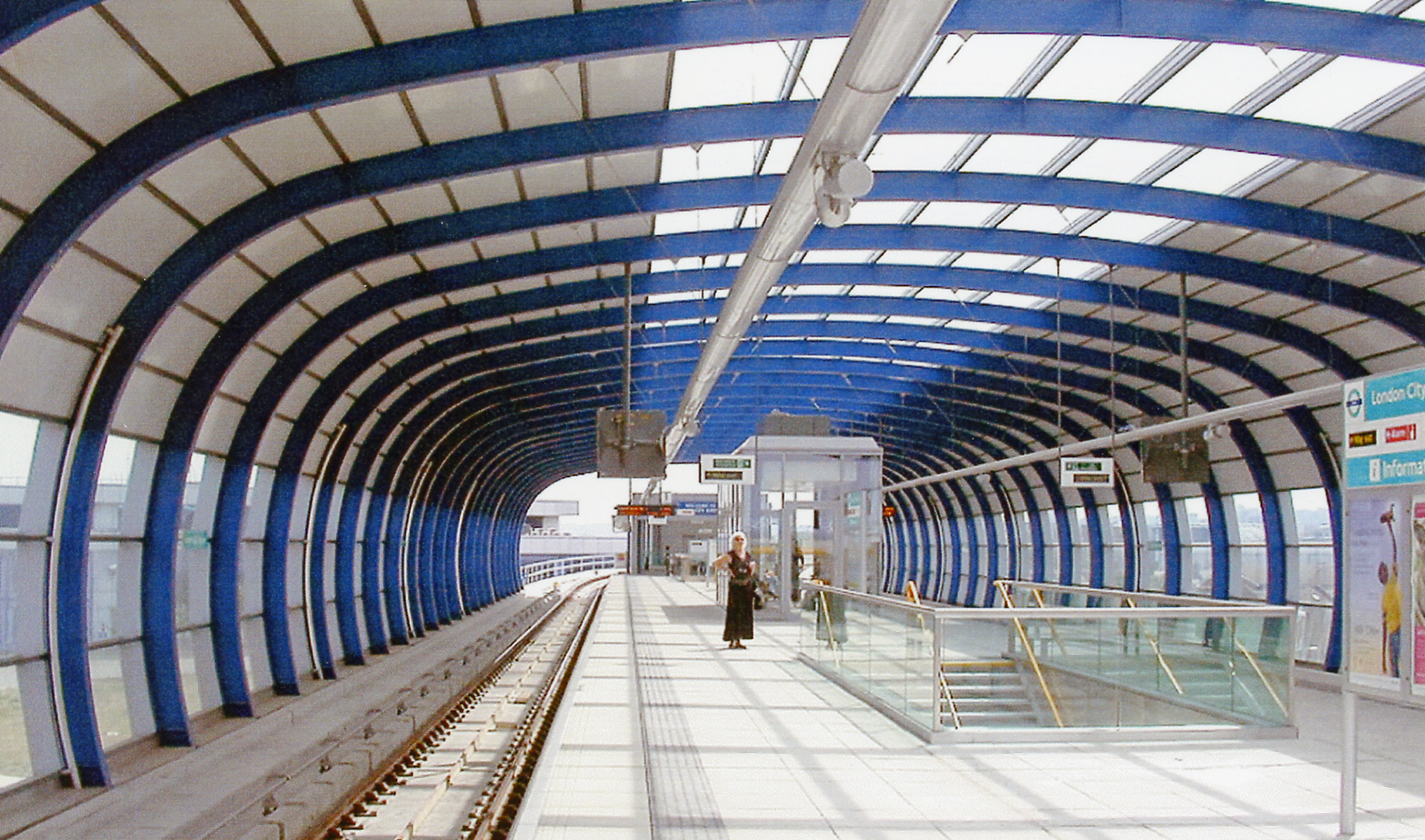
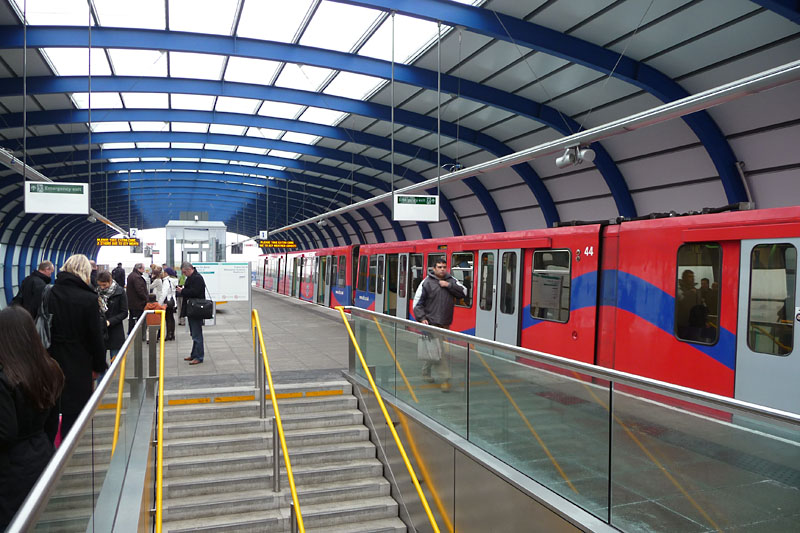

### Intermodalité
La station permet des correspondances avec l'aéroport de Londres-City (en anglais : London City Airport).
À proximité, un arrêt de bus est desservi par les lignes 473 et 474.

## À proximité
- Silvertown